# 三好市立菅生小学校
三好市立菅生小学校（みよししりつ すげおいしょうがっこう）は、徳島県三好市東祖谷菅生にあった公立小学校。2012年3月31日に廃校となった。

## 概要
旧・東祖谷山村には他にも三好市立名頃小学校、三好市立落合小学校、三好市立栃之瀬小学校がある。卒業後は三好市立東祖谷中学校へ進学する。

## 沿革
- 1885年（明治18年）5月15日 - 美馬郡東祖谷山村大枝尋常小学校菅生分校として創立。
- 1899年（明治32年）4月 - 美馬郡東祖谷山村菅生小学校として創立。
- 1941年（昭和16年）4月 - 菅生国民学校に改称。
- 1950年（昭和25年）1月 - 三好郡に編入のため、三好郡東祖谷山村菅生小学校に改称。
- 2006年（平成18年） - 町村合併のため三好市立菅生小学校となる。
- 2012年（平成24年）
  - 3月31日 - 閉校[1]。
  - 4月1日 - 三好市立落合小学校、三好市立栃之瀬小学校、三好市立名頃小学校、三好市立和田小学校と共に統合し三好市立東祖谷中学校の敷地内[3]に三好市立東祖谷小学校が設立された。

## 校訓
- 愛情と協力